# Rajahmundry
Radjahmoundry (en télougou : రాజమండ్రి (rājamaṇḍri) ; officiellement Rajamahendravaram depuis 2019) est l’une des plus grandes villes de l’Andhra Pradesh, en Inde. Elle se dresse au bord du fleuve Godavari, dans le District du Godavari oriental, dont elle constitue, avec la ville de Kakinada, l’une des deux corporations municipales,. C’est le chef-lieu de deux mandals, l’un urbain et l’autre rural. Selon le recensement de l'Inde de 2011, la ville avait une population de 343 903 habitants, et son agglomération 478 199 habitants,, ce qui en fait la 6e ville la plus peuplée de l’État d’Andhra Pradesh. 
Cette cité historique, qui s’appelait autrefois Rajamahendravaram,, passe pour la capitale culturelle de l’Andhra Pradesh. Le viaduc routier et ferroviaire du Godavari reliant Kovvur à Radjahmoundry (ligne Howrah-Madras) est le second plus grand viaduc d'Asie .

## Histoire

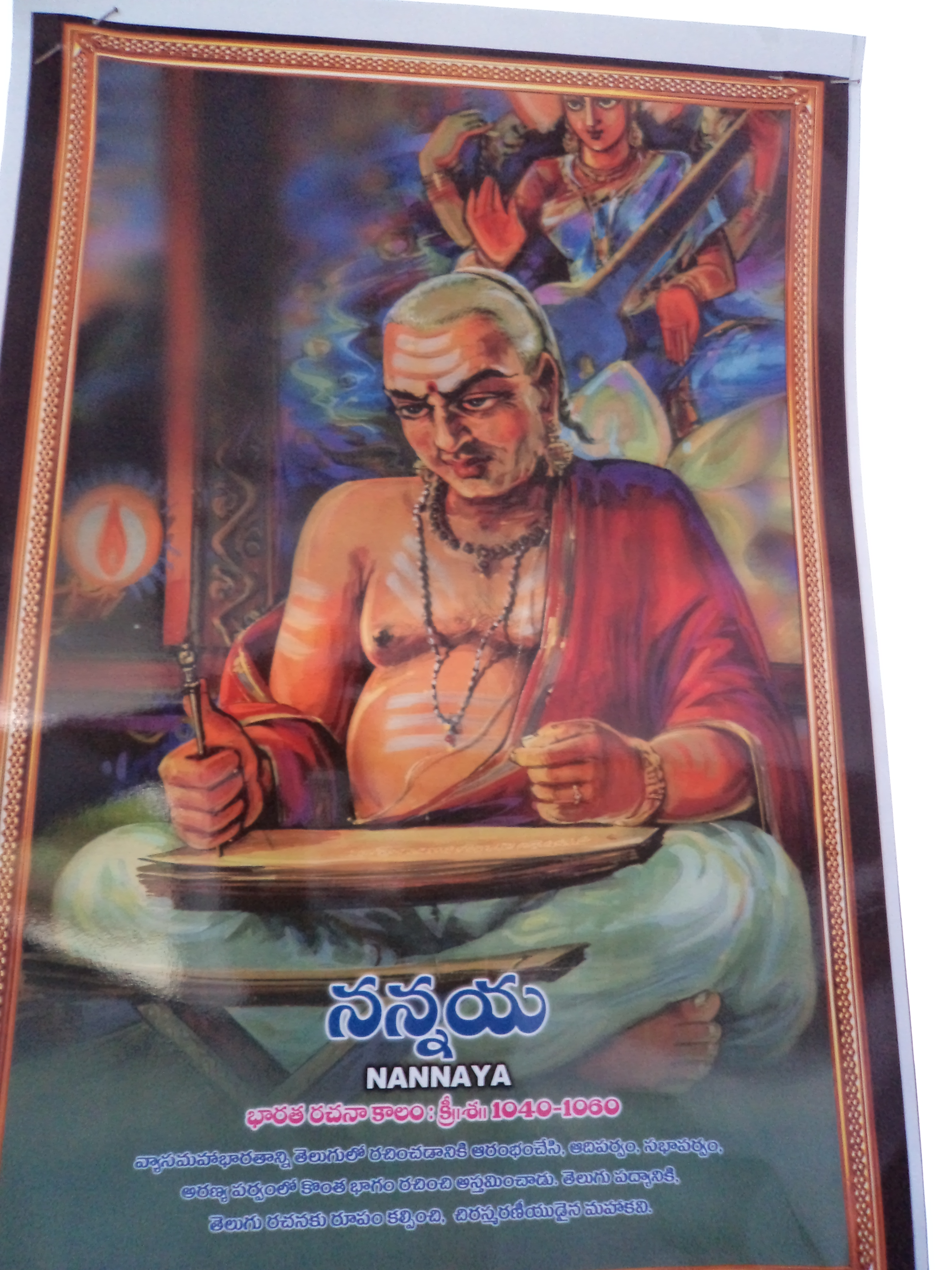
Portrait du poète télougou Nannayya.

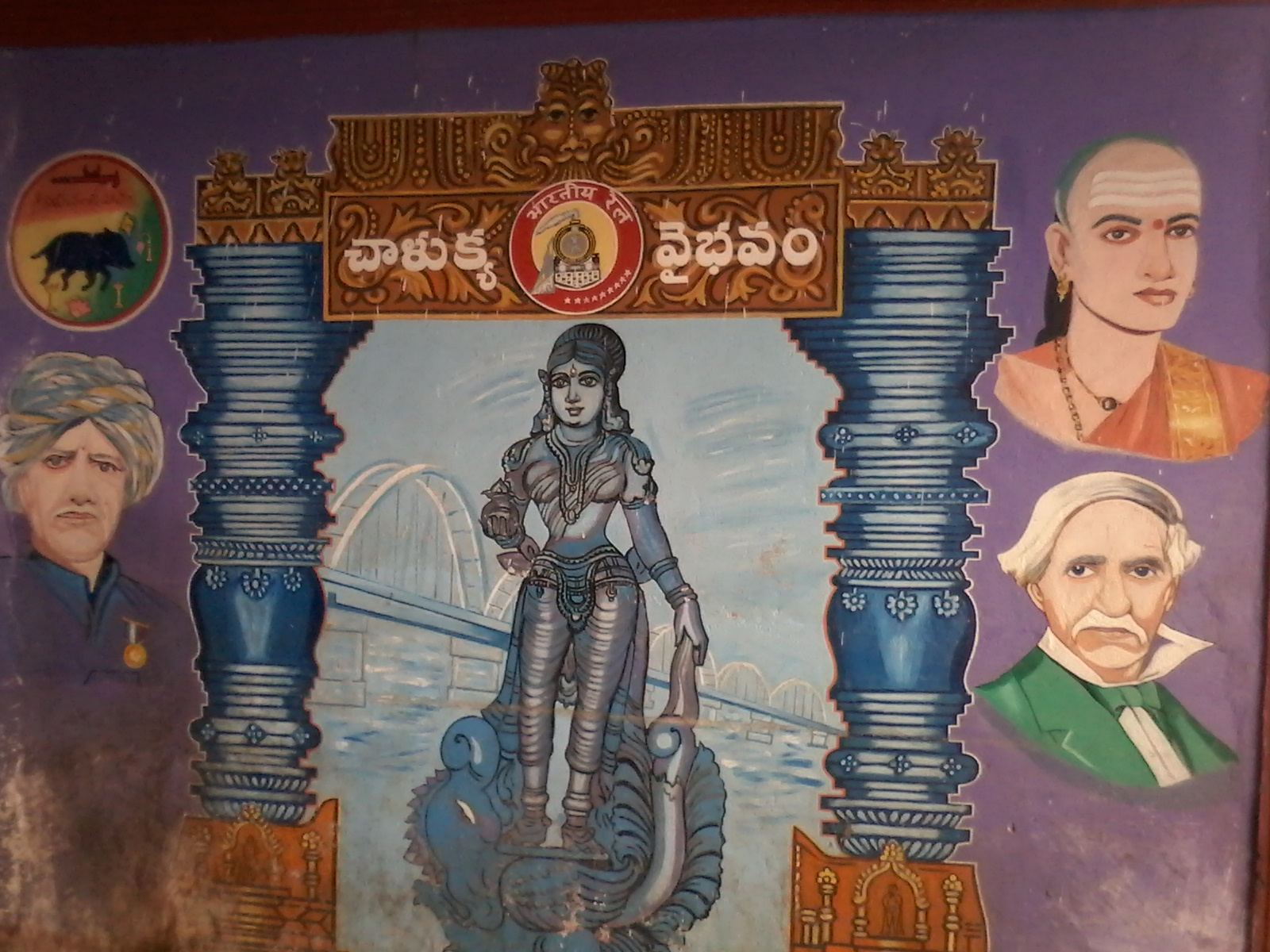
Fresque célébrant le passé de Radjahmoundry sur les murs de la gare.

Les origines de cette cité remontent à  la conquête du roi Tchaloukya Radjah Radjah Narendra (vers 1022), qui lui a donné son nom : Radjamahendri ou Radjamahendravaram. Il subsiste des vestiges des palais et des forts du IXe siècle. Cependant, des fouilles récentes tendent à démontrer que le site était habités bien avant cette période.
Radjahmoundry a été fondée Ammaradja Vishnouvardhana Ier (919–934), qui aurait détenu le titre de Radjamahendra, comme son prédécesseur Ammaradja Vijayaditya II (945–970). La succession des maîtres de cette cité est la suivante :
- Radjah Radjah Narendra (1020–1061 AD)
- Règne des Kâkâtiya (1323)
- Indépendance des Reddis et des Gadjapathi (de 1353 à 1448)
- Rois de Vijayanagar
- Les nizâm de l'Hyderâbâd
- Colonisation franco-anglaise (à partir de 1758)[9]

Le district de Radjahmoundry a été créé sous la Présidence de Madras, en 1823. Ce district de Radjahmoundry a été réorganisé en 1859, et divisé en un district de Godavari et un district de Krishna. Sous la colonisation britannique, la ville de Radjamahendravaram, rebaptisée Radjahmoundry, devint le chef-lieu du district de Godavari, à son tour divisé en districts Est et Ouest en 1925. Kakinada  devint le chef-lieu du district de Godavari-Est.
Radjahmoundry est réputée comme le foyer de la langue télougou, dont la grammaire a été fixée par un poète local, Nannayya, surnommé 'Adi Kavi' (le « premier poète ») du télougou. Nannayya, avec ses continuateurs Tikkana et Yerrana, a traduit du Sanskrit l'épopée du Mahabharata. Kandukuri Viresalingam (réformateur social et écrivain) qui a composé la Radjashekhara Tcharithra, le premier roman en télougou, est lui aussi originaire de Radjahmoundry.
C'était déjà l'une des plus grandes villes de l'Inde méridionale au XIXe siècle. Elle fut l'un des foyers de l'indépendance indienne : lors de la première assemblée du Congrès national indien à Bombay (auj. « Moumbaï »), Radjahmoundry était représentée par deux délégués, Nyapathi Subba Rao et Kandoukouri Viresalingam. Subba Rao, fondateur de plusieurs journaux, l’Hindu Samaj de Rajahmundry, et The Hindu en anglais.
La renaissance de la culture de l’Andhra Pradesh est partie de Radjahmoundry. Kandukuri Viresalingam Pantulu est considéré comme le principal réformateur en Andhra Pradesh : il a fondé un mensuel, Vivekavardhini, et fait ouvrir une école pour jeunes filles à Dowlaïswaram dès 1874. Pour la première fois, une veuve a pu se remarier le 11 décembre 1881, et le 22 juin 1884, un conseil local de 16 membres commença à se réunir pour se prononcer sur les demandes en remariages à Radjahmoundry. La féministe Annie Besant a visité Radjahmoundry à deux reprises, pour y inaugurer l'antenne locale du Divya Gyan Samadj dans les jardins Alcot.
L’hôtel de ville a été inauguré en 1890 par Viresalingam. Le mouvement indépendantiste Vande Mataram, opposé à la partition du Bengale, y a été fondé en 1905. Une mission Ramakrishna s'est installée en 1950–51 près du réservoir de Kambal ; les locaux sont aujourd'hui repris par la perception (Ayakar Bhavan).

### Une porte de ville: Kotagummam
Le quartier recouvrant la gare d’Old Godavari, la statue de Hanoumane (Mrityunjaya en télougou), celle du héros de l'Indépendance Potti Sriramulu et l’hôtel Ajanta est appelé Fort Gate. De cette porte de ville, il ne subsiste plus aujourd'hui qu'une partie des remparts perpendiculaire au boulevard (par lequel on menait les éléphants, chevaux etc. à la baignade), en pente de part et d'autre.
Au cours de la construction du pont Havelock (du nom d'un gouverneur de Madras) en 1900, on a démoli une partie des remparts. Le fort avait été construit entre le VIIIe et XIe siècles sous le règne des Tchaloukyas. Le nom de la rue Kandakam rappelle la présence de fossés (kandakam) généralement profonds de 6,50 m et large de 16 m.
La Direction de l'Eau occupe les locaux des anciens palais de Ratnangi et de Tchitrangi ; ils étaient célèbres pour leur poterne (surangamu).

### Le fort des Hollandais
Radjahmoundry fut pendant deux siècles un comptoir de la VOC. En 1602, les Néerlandais y firent édifier un fort. En 1857, le Britanniques s'emparèrent de cette place, firent du fort une prison (1864), puis même la prison centrale de l'état en 1870. Ce pénitencier s'étend sur 79 ha, dont plus de 15 ha de bâtiments.

## Géographie
Radjahmoundry se dresse à une altitude moyenne de 14 m. On y pratique la culture du riz et de la canne à sucre. Le Godavari irrigue les faubourgs ouest de Radjahmoundry.
Les trapps de Radjahmoundry, composantes des Trapps du Deccan, s'étalent le long de la Godavari et présentent un intérêt particulier pour les géologues.

### Climat
La ville subit un climat tropical aux saisons peu contrastées : la saison chaude (températures entre 34 °C et 48 °C, maximum de 51 °C enregistré en mai 2002 et mai 2007) court d’avril à juin. La température maximum moyenne est de 32 °C. Les mois les plus frais (températures entre 27 °C et 30 °C) sont ceux de décembre et de janvier. Les pluies de mousson, dues aux dépressions se formant au-dessus du golfe du Bengale, sont abondantes à la fin de l'été.
| Mois                              | jan. | fév. | mars | avril | mai  | juin | jui. | août | sep. | oct. | nov. | déc. |
| --------------------------------- | ---- | ---- | ---- | ----- | ---- | ---- | ---- | ---- | ---- | ---- | ---- | ---- |
| Température minimale moyenne (°C) | 18,5 | 20,5 | 22,6 | 25,9  | 27,8 | 27   | 25,3 | 25,3 | 25,3 | 24,2 | 21,5 | 18,5 |
| Température maximale moyenne (°C) | 28   | 30,7 | 33,8 | 36    | 37,8 | 36,3 | 32,1 | 31,9 | 32   | 31,2 | 28,9 | 27,9 |
| Précipitations (mm)               | 3    | 6    | 11   | 21    | 67   | 142  | 260  | 187  | 177  | 197  | 37   | 7    |

## Démographie
Selon le recensement de l'Inde de 2011, la ville avait une population de 343 903 habitants, répartis entre 169 786 hommes et 174 117 femmes — un sex-ratio de 1026 femmes ‰, supérieur à la moyenne nationale, (de 940 ‰) ; il y a 29 883 enfants de moins de 6 ans, dont 15 152 garçons et 14 731 filles, soit un taux de 972 ‰. Le taux d'alphabétisation s'établit à 84,3% (hommes 88,14%; femmes 80,54%) avec 264 653 individus alphabétisés, soit nettement plus que la moyenne nationale (73 %).
L’agglomération urbaine compte 478 199 habitants, dont 236 489 hommes et 241 710 femmes, soit un sex-ratio de 1 022 femmes pour 1000 hommes et 42 968 enfants de moins de 6 ans. There are a total of 359 051 personnes alphabétisées avec un taux d'alphabétisation de 82,5%.